# Угольников Ігор Станіславович
Ігор Станіславович Угольников (нар. 15 грудня 1962, Москва, РРФСР, СРСР) — радянський і російський актор, кінорежисер, сценарист, продюсер, телеведучий і шоумен. Заслужений артист Російської Федерації (2016) . Академік міжнародної академії телебачення і радіо. Генеральний директор студії «Воєнфільм».
Широко відомий як кіноактор і телеведучий програм «Оба-на!», «Оба-на! Угол-шоу», «Доктор Угол» і «Добрий вечір з Ігорем Угольніковим» у першій половині 1990-х років. Часто запрошували в журі Вищої ліги КВН.
Внесений до «чистилища» бази «Миротворець».

## Життєпис
Народився 15 грудня 1962 року в Москві. Батько Станіслав Васильович Угольников (нар. 23 вересня 1938) родом з Ленінграда, коріння родини — в Холмогорському районі Архангельської області.
У 1984 році закінчив режисерський факультет ГІТІСу (майстерня Петра Фоменко — О. Ремеза).
У 1984—1988 роках працював у театрі імені Миколи Гоголя, де грав у п'єсах «А цей випав з гнізда» («Політ над гніздом зозулі»), «Декамерон», «Берег» тощо. Також працював в театрі-кабаре «Летучая мышь» під керівництвом Григорія Гурвича, театрі «На Південному-Заході», МХТ імені Чехова.
У першій половині 1990-х років три місяці прожив у Нью-Йорку, де для накопичення досвіду відвідував степову школу Грегорі Гайнса, бродвейські постановки і телевізійні зйомки, проте, щоб себе хоч якось утртмувати, працював посудомийником.
Знявся в кліпі пісні «Человек-свисток» у виконанні Анжеліки Варум.
У 1990—1995 роках — автор і продюсер та ведучий програми «ОБА-НА!». У 1995—1996 роках — автор і продюсер комедійного серіалу «Доктор Угол» на телеканалі НТВ. У 1996—1997 роках — заступник директора Дирекції телевізійного мовлення ВДТРК. У 1999—2002 роках — віце-президент Російського фонду культури.
У 1997—2002 роках — автор і ведучий щоденного розважального ток-шоу «Добрий вечір з Ігорем Угольниковим» на телеканалі «Росія», пізніше на СТС. У 2001 році — директор Будинку кіно Союзу кінематографістів.
У 2001—2003 роках — актор МХТ імені Чехова.
У 2004—2008 роках — генеральний директор і продюсер Телевізійного сатиричного журналу «Фитиль».
У 2006—2017 роках — голова Телерадіомовної організації Союзної Держави Росії і Білорусії (ТРО Союзу).
З 2008 року — ведучий ток-шоу «Час Союзу» (на телеканалі ТРО Союзу).
У 2010 році — автор ідеї і Генеральний продюсер фільму «Брестська фортеця», учасник проекту «Лід і Полум'я» на Першому каналі (партнер Олени Бережної).
З 2012 року — актор і режисер Московського Академічного театру Сатири.
У 2014 році — автор ідеї і генеральний продюсер фільму «Батальонъ».
У 2015 році — автор ідеї, режисер і Генеральний продюсер кіноальманаху «Перша світова війна. WW1» (США, Сербія, Німеччина, Туреччина, Англія, Канада, Росія, Франція).
З 2015 року — Член Академії російського телебачення (АРТ), також член Міжнародної академії телебачення і радіо / International academy of television and radio (IATR).
У лютому 2017 року отримав від губернатора Архангельської області пропозицію увійти до складу Поморського земляцтва в Москві.
З 2017 року — Президент Міжнародного телевізійного конкурсу «ТЕФІ БЕЗСМЕРТНИЙ ПОЛК».
З 2017 року — Голова ради директорів міжнародного телеканалу «ТВБРІКС».
Є почесним членом Російського військово-історичного товариства.

## Політичні погляди
Член Комісії з ЗМІ Центральної ради прихильників «Єдиної Росії».
У 2014 році підписав Колективне звернення діячів культури Російської Федерації на підтримку політики президента РФ Володимира Путіна в Україні та Криму.

## Громадська позиція
Ігор Угольников свідомо порушив державний кордон України з метою проникнення до окупованого Росією Криму. Влітку 2017 року він разом з іншими акторами перебував на зйомках фільму «Вічне життя» у різних кримських містах, зокрема Ялті та Судаку.
Також актор підтримав анексію українського Криму Росією, побачивши в цьому причину ще в подіях кінця 1980-х — початку 1990-х років та розвалі Радянського Союзу:
|  | Всі проблеми з Кримом, які ми зараз вже не маємо, виникли завдяки Борису Миколайовичу. Він міг тоді відстояти, і Крим б залишився Росією. Він не розумів, що він стратегічно важливий для Росії і завжди повинен бути російським. Ми зараз йдемо в політику, але я відповідаю на Ваше головне питання: нас бояться і будуть боятися, головне — щоб ми самі себе не боялися», — сказав Ігор Угольников. |

Підтримав російське вторгнення в Україну, знявся у ролику для державного телеканалу Росія-24. 19 жовтня 2022 року внесен до санкційних списків України проти осіб «які публічно закликають до агресивної війни, виправдовують та визнають законною збройну агресію РФ проти України, тимчасову окупацію території України».

## Родина
- Дід по батькові — Василь Угольников — учасник німецько-радянської, був нагороджений орденом Червоного Прапора.[16]
- Дід по матері, Ісаак Циркін, працював у ДБРЗ (Державного будинку радіомовлення і звукозапису) в Москві, загинув на початку грудня 1941 року.[16]
- Бабуся — Раїса Шмерковна Циркіна (21 вересня 1912—1998)
- Батько — Станіслав Васильович Угольников (нар. 23 вересня 1938)
- Мати — Ганна Ісаківна Угольникова (дівоче Циркіна) (нар. 1 лютого 1940)
- Молодший брат — астроном Олег Станіславович Угольников (нар. 6 вересня 1974) — старший науковий співробітник Інституту космічних досліджень РАН, кандидат фізико-математичних наук, автор щорічників «Астрономічний Календар» та «Шкільний Астрономічний Календар», голова Центральної предметно-методичної комісії з астрономії Всеросійської олімпіади школярів.[17][18]
- Перша дружина (1984—1990) — Наталія Шумиліна
  - Дочка від першого шлюбу — Ірина Ігорівна Угольникова (нар. 1987) закінчила РДГУ, галеристка, художниця малює татуювання, продюсер.[19][20][21]
- Друга дружина (з 1992 року[22]) — Алла Угольникова (нар. 1962) — режисерка, сценаристка, закінчила філософський факультет МДУ, працювала режисером і сценаристом «Оба-на!», однокласниця Ігоря[20][21][23]

## Робота в кіно

### Ролі в кіно
- 1989 — Закони безпеки — Інопланетянин
- 1990 — Гуляти так гуляти. Стріляти так стріляти... — Василь Петухов
- 1990 — Чернов/Chernov — провідник у поїзді
- 1991 — Зустрінемося на Таїті — Макс
- 1992 — Час вашого життя
- 1992 — Прорва — епізод
- 1995 — Ширлі-мирлі — Жан-Поль Миколайович Піскунов, міліціонер
- 1996 — Справи смішні, справи сімейні
- 1996 — Карнавальна ніч 2 — Льоня Крилов
- 2005 — Дев'ять невідомих — Ростислав Григорович Дівов
- 2006 — У колі першому — Рюмін
- 2007 — Застава — Гароян
- 2007 — Чоловік у моїй голові — психолог
- 2011 — На гачку — Михайло Петрович, головний редактор журналу «Теленеделя»
- 2012 — Розповіді — Президент Росії
- 2014 — Привид — Повзунов
- 2015 — Тонкий лід — Костянтин Кормухін
- 2015 — Так склалися зірки — Михайло Сергійович Горбачов
- 2016 — Салют-7 — Болдирєв
- 2017 — Вічне життя Олександра Христофорова — директор Ігнатьїч
- 2018 — Сплячі-2 — Петро Ілліч Шпалін
- 2018 — Рік культури — Олександр Семенович Терьохін, губернатор

### Дубляж
- 2013 — Хмарно, можливі опади: Помста ГМО — Честер V
- 2018 — Суперсімейка 2 — Една Мод

### Режисерські, сценарні і продюсерські роботи

#### Режисер
- 1990 — Оба-На! — гумористична телепередача
- 1992—1995 — Угол шоу — авторська телевізійна програма
- 1996—1998 — Доктор Угол — перший російський ситком
- 1996 — V. I. P. — телевізійне ток-шоу
- 1997 — Добрий вечір — розважальне телевізійне шоу
- 1997 — Це несерйозно — телевізійний художній фільм
- 2003 — Казус Беллі — повнометражний художній фільм
- 2004 — «Фітіль» — телевізійний сатиричний журнал
- 2005 — Великий Фітіль — повнометражний художній фільм
- 2010 — Брестська фортеця (Білорусь, Росія) — повнометражний художній фільм
- 2015 — Батальонъ — телевізійний художній фільм
- 2015 — Перша світова війна. Першої світової війни — повнометражний художній фільм

#### Сценарист
- 1997 — Це несерйозно
- 2005 — Великий Фітіль
- 2008 — У червні 41-го (Росія, Білорусь)
- 2010 — Брестська фортеця (Білорусь, Росія)
- 2015 — Батальонъ[24]
- 2015 — Перша Світова війна. WW1 (США, Сербія, Німеччина, Туреччина, Англія, Канада, Росія, Франція)
- 2016—2017 — Генеральний продюсер серіалу «Каспій-24»

#### Продюсер
- 1990 — Оба-На!
- 1992—1995 — Угол шоу
- 1996—1998 — Доктор Угол
- 1996 — V. I. P.
- 2004 — Телевізійний сатиричний журнал «Фітіль»
- 2005 — Великий Фітіль — повнометражний художній фільм
- 2008 — У червні 41-го (Росія, Білорусь)
- 2010 — Брестська фортеця (Білорусь, Росія)
- 2010 — Фортеця — телевізійний 4-серійний художній фільм
- 2014 — Батальонъ[24]
- 2014 — Жіночий батальонъ — телевізійний 4-серійний художній фільм
- 2015 — Перша Світова війна. WW1 (США, Сербія, Німеччина, Туреччина, Англія, Канада, Росія, Франція)
- 2016—2017 — Генеральний продюсер серіалу «Каспій-24»
- 2018 — продюсер військово-історичного фільму «Іллінський кордон»[25].

Продюсер документальних фільмів (2007—2009 рр.)
- «Вбити гауляйтера»
- «Брестська фортеця»
- «Червона доріжка. Історія Московського Кінофестивалю»
- «Антисволота»
- «Пані Перемога режисера Мотиля»
- «Андрій Громико. Гігант, якому вдалося вижити»
- «Бувальщина і небилиця про маршала Рокоссовського»
- «Кіноіндустрія Країни Рад»
- «Коханці з Вітебська»
- «Янка Купала. Неназване»
- «Москва — Мінськ. Кінотранзит»
- «Історія ВІА» тощо.

## Робота в театрі, кіно і на телебаченні
- 1984—1988 роки — Театр імені Гоголя: «А цей випав з гнізда» («Політ над гніздом зозулі») Д. Вассермана; «Декамерон» Д. Боккаччо; «Берег» Ю. Бондарєва тощо.
- 1988—1990 роки — роль Хлестакова у виставі «Ревізор» театру «На Південному-Заході».
- 1989—1992 роки — Московський театр-кабаре «кажан»: «Читання нової п'єси» Гр. Гурвича.
- 1991 — автор проекту «Прощання з гімном СРСР»
- 1991—1995 роки — автор і режисер телепрограми «Оба-на!»
- 1992—1995 роки — Автор телепрограми «Угол шоу»
- 1996 рік — автор, режисер і актор в 48-серійному телевізійному проекті «Доктор Угол»
- 1996 рік — вихід у світ книги «Оба-на!»
- 1996 рік — вихід диска «Оба-на!» з піснями у виконанні І. С. Угольникова, які звучали раніше створених ним програмах.
- 1996 рік — продюсер ток-шоу «V. I. P. — Особливо важливі персони» (автор — Алла Угольникова).
- Брав участь у телегрі «Вгадай мелодію» двічі: 7 травня 1996 року разом з Леонідом Парфьоновим та Юлією Бордовських і 8 березня 2013 року разом з Іриною Мірошниченко та Розою Сябітовою
- 1997—2002 — автор і ведучий щоденного розважального ток-шоу «Добрий вечір з Ігорем Угольніковим» на телеканалі «Росія», потім на СТС.
- 2001—2002 — Московський художній академічний театр імені Чехова: Вистава «Дівчата бітлів»; вистава «Гамлет у гострому соусі».
- 2003—2007 — виконавець головної ролі у виставі приватного театру «Імперія Зірок» за п'єсою Клода Маньє «Оскар» реж. Петра Штейна.
- 2003 рік — Виконувач обов'язків директора «Редакції сатиричного кіножурналу „Фітіль“»
- 2003—2007 — Продюсер Телевізійного сатиричного журналу «Фітіль»
- 2005 рік — Режисер і виконавець головної ролі у фільмі «Великий Фітіль».
- 2006—2017 — Ведучий програм ТРО «Час союзу» і «Від першої особи».
- 2007 рік — Продюсер документального фільму «Вбити гауляйтера»
- 2010 рік — Автор ідеї і Генеральний продюсер фільму «Брестська фортеця».
- 2011 рік — Роль президента у фільмі «Оповідання» режисера Михайла Сегала.
- 2012 рік — Головна роль у виставі «Пастка для чоловіка»
- 2013 рік — Автор літературного перекладу, режисер, актор у виставі Театру сатири «Дурні»[26]
- 2013 рік — Роль у виставі «Шкідливі звички»
- 2013 рік — Автор ідеї і генеральний продюсер фільму «Батальонъ»

## Нагороди, премії
- 1992 — Лауреат Першої премії «Золотий Остап», що присуджується за найвищі досягнення в жанрі сатири і гумору.
- 1994 — Премія «Овація» за найкращу телевізійну програму.
- 2002 — Премія «Золотий стілець» Другого міжнародного телевізійного фестивалю гумору в Одесі в номінації «За чарівність і винахідливість».
- 2007 — Подяка Президента Російської Федерації за великий внесок у створення і розвиток нового телевізійного проекту сатиричного журналу «Фітіль»[27].
- 2007 — Спеціальний диплом та приз журі «За пошуки нової мови в документальному кіно» на XIV Мінському міжнародному кінофестивалі за документальний фільм «Вбити гауляйтера».
- 2010 — Премія ФСБ Росії в номінації «Кіно — і телефільми» за художній фільм «Брестська фортеця».
- 2011 — Орден «За шляхетність помислів і справ» від Ради ветеранів центрального апарату МВС Росії.[28]
- 2011 — Медаль «За заслуги та увічнення пам'яті загиблих захисників Вітчизни» від Міністерства оборони РФ.
- 2011 — Фільм «Брестська фортеця» отримав нагороди на фестивалях і кінофорумах:
  - Номінант — Найкращий іноземний фільм «Золотий півень і сто квітів»/ Golden Rooster and 100 Flowers
  - Найкращий кінопродюсер — Ігор Угольников — «Московська прем'єра в Ризі»
  - пеціальна номінація, присвячена 65-річчю Великої Перемоги — Ігор Угольников — «Білорусь Росія. Крок у майбутнє»
  - Перша премія в номінації «Кіно» — Щорічний конкурс у культурному центрі ФСБ Росії
  - Найкращий російський фільм — Кіноньюс-2011
  - Спеціальний приз журі — Кришталевий свічник VI міжнародного православного стрітенського кінофестивалю «Зустріч»
  - Найкращий російський екшн, Найкраща російська драма — Народна інтернет-кінопремія «Жорж»
  - Гран-прі — VII міжнародний фестиваль кінофільмів і радіопрограм «Перемогли разом»
  - Спеціальний приз губернатора Мурманської області — Ігор Угольников — Міжнародний кінофестиваль «Північне сяйво»
  - Найкращий ігровий фільм — Міжнародний фестиваль «Земля і люди»
  - Найкраще ігрове кіно — Міжнародний кінофорум «Золотий Витязь»
  - Гран-прі — Телекінофорум «Разом»
  - Телевізійний серіал «Фортеця» став переможцем у номінації «Телевізійний фільм і серіал» — Євразійський телефорум
  - Найкращий фільм про Велику Вітчизняну війну — Московський відкритий фестиваль молодіжного кіно «Відображення»
  - Ігор Угольников — спеціальний приз журі — Міжнародний фестиваль військово-патріотичного кіно імені Сергія Бандарчука «Волоколамський рубіж»
  - Спеціальний приз Журі — Третій міжнародний кінофестиваль «Корона Карпат»
- 2016 — Фільм «Батальйон» отримав нагороди на фестивалях і кінофорумах:
  - Найкращий фільм світу, Найкращий фільм країн БРІКС — The South African International Film Festival RapidLion (ПАР, Йоганнесбург)
  - Найкращий фільм, Приз великого журі за найкращий фільм — Hollywood Florida Film Festival! (США, Флорида)
  - Найкращий драматичний фільм, Найкращий продюсер — iFilmmaker International Film Festival (Іспанія, Марбелья)
  - Найкращий фільм — International Euro Film Festival On Line (Іспанія, Марбелья)
  - Продюсерська нагорода — Laughlin International Film Festival (США, штат Невада, Лафлін)
  - Найкращий іноземний фільм — The 2015 Catalina Film Festival (США, Каліфорнія, Каталіна)
  - Найкращий іноземний фільм — The Second Edition Bridge Film Fest (BFF) (Косово, Митровиця)
  - Платинова нагорода — Asia Pacific International Filmmaker Festival & Awards (APIFA) (Азіатсько-тихоокеанський Міжнародний кінофестиваль в Індонезії)
  - Найкращий фільм — 2nd Navi Mumbai International Film Festival (Міжнародний кінофестиваль в Мумбаї)
  - Гран-прі — Міжнародний фестиваль воєнного кіно імені Ю. М. Озерова (Росія, Калінінград)